# Rhytidothorax flaviclava
Rhytidothorax flaviclava är en stekelart som först beskrevs av De Santis 1964.  Rhytidothorax flaviclava ingår i släktet Rhytidothorax och familjen sköldlussteklar. Inga underarter finns listade i Catalogue of Life.